# Русь Єдина
Русь Єдина — заборонена проросійська політична партія в Україні, зареєстрована у червні 2003 під назвою Слов'янський народно-патріотичний союз.Б
Співголови: Гичко Олександр Владиславович, Ременюк Олексій Іванович.

## Назви
- Слов'янський народно-патріотичний союз (червень 2003 — листопад 2005)
- Партія політики Путіна (листопад 2005 — 2009)
- Русь Єдина (з 2009)

## Історія
На президентських виборах 2004-го року партія підтримала кандидатуру Януковича.
8 листопада 2005 року змінила назву на «Партія політики Путіна». Від 2009 року — «Русь Єдина».
Серед завдань задекларовано: сприяння створенню спільного економічного простору суверенних слов'янських держав.
Партія брала участь у Парламентських виборах 2006 року, до Верховної ради не потрапила, набравши 0,12 % голосів виборців. Найбільшою прихильністю партія користувалася у Севастополі, де отримала 0,38 % голосів виборців.
В червні 2022 року, під час повномасштабного вторгнення російських військ до України восьмий апеляційний адмінсуд у Львові заборонив діяльність партії.

## Керівники
- Толочко Петро Петрович (до весни 2005)[8]